# Rindenschröter
Der Rindenschröter (Ceruchus chrysomelinus) ist ein Käfer aus der Familie der Schröter (Lucanidae). Die Art ist der einzige Vertreter ihrer Gattung in Mitteleuropa.

## Merkmale
Die Käfer erreichen eine Körperlänge von 11 bis 16 Millimetern und haben einen stark glänzenden, schwarz gefärbten Körper. Beim Männchen ist der Kopf gleich breit wie der Halsschild und trägt große Mandibeln, die innenseitig zwei große Zähne und zahlreiche helle lange Haare aufweisen. Die Weibchen haben einen schmäleren Kopf, und auch ihre Mandibeln sind deutlich kleiner.

## Vorkommen
Die Art ist von Europa bis in den Westen Sibiriens verbreitet. Im Norden reicht die Verbreitung bis nach Mittelschweden und -finnland. Sie fehlt auf den Britischen Inseln, in den Niederlanden und auf dem Balkan.

## Lebensweise

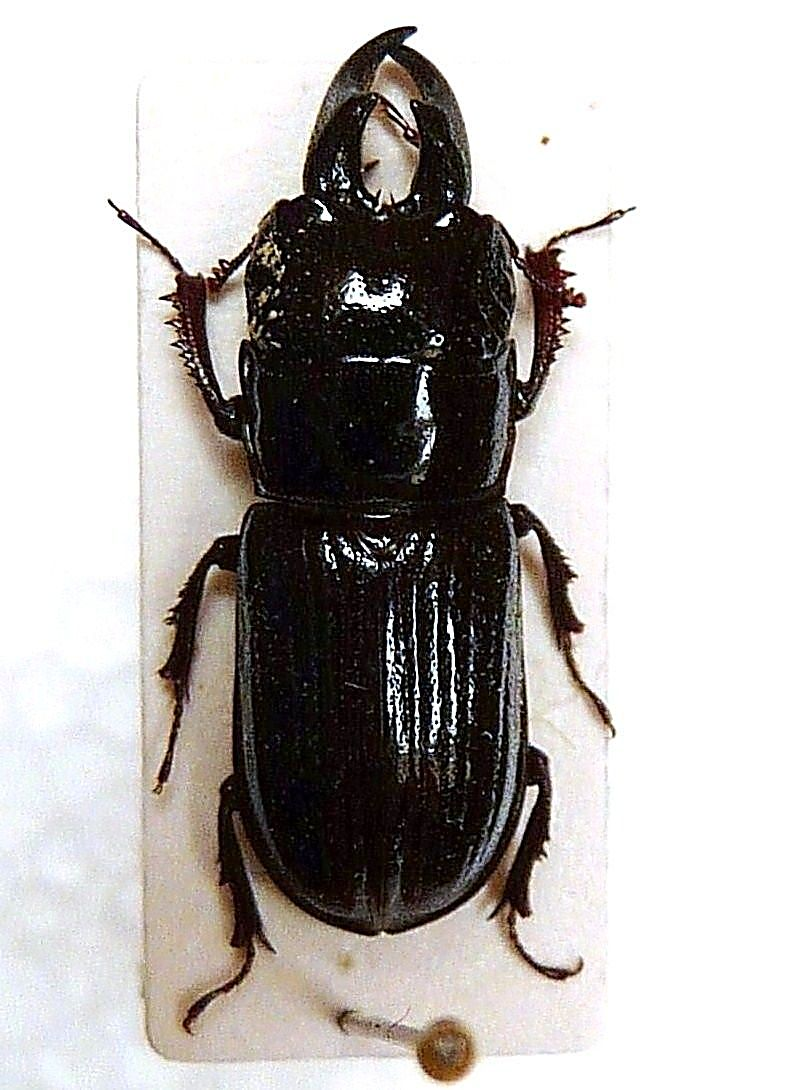
Foto eines Männchens

Die Larven entwickeln sich hauptsächlich in rotfaulem Totholz von Tannen und Fichten, seltener auch von Kiefern, Buchen und Birken. Die Larven befinden sich dabei im Bereich zwischen frischem und morschem Holz. Ihre Entwicklung dauert zwei bis drei Jahre, die Verpuppung erfolgt im Holz. Die Imagines schlüpfen am Ende des Sommers, überwintern und treten erst im darauffolgenden Sommer ans Tageslicht. Die Art ist in Mitteleuropa selten, sie ist in der Roten Liste gefährdeter Arten als stark gefährdet (Kategorie 2) ausgewiesen.